# Alexandre Goulart
Alexandre Goulart (ur. 24 lipca 1976) – brazylijski piłkarz występujący na pozycji napastnika.

## Kariera piłkarska
Od 1998 do 2010 roku występował w Ipatinga, Internacional, Boavista FC, CD Nacional, Shimizu S-Pulse, Corinthians Alagoano i Santa Cruz.